# Авантуре Саре Џејн (4. сезона)
Четврта сезона британске научнофантастичне телевизијске серије Авантуре Саре Џејн премијерно је емитована на каналу СВВС од 11. октобра до 16. новембра 2010. године. Четврта сезона броји 12 епизода.

## Опис
Томи Најт је након 3. епизоде напустио главну поставу, али се појавио још у 3 епизоде у току сезоне епизодно.

## Улоге
- Елизабет Слејден као Сара Џејн Смит
- Томи Најт као Лук Смит (главни: епизоде 1−3, епизодни: епизоде 5, 11−12)
- Данијел Ентони као Клајд Лангер
- Анџли Мохиндра као Рани Чандра

## Епизоде
| Бр. еп. (укупно) | Бр. еп. (у серији) | Наслов                            | Редитељ  | Сценариста                     | Премијера          | Прод. код | Гледаност у Британији (милиони) |
| --- | ------------------ | --------------------------------- | -------- | ------------------------------ | ------------------ | --------- | ------------------------------- |
| 35 | 1                  | „Човек из кошмара (1. део)”       | Џос Егну | Џозеф Лидстер                  | 11. октобар 2010.  | 4.1       | 0,59                            |
| Лук је спреман да крене на Оксфордски универзитет годину дана раније него обично, али у данима пре него што је требало да оде, доживљава снове по први пут у животу. То су у ствари ноћне море које се понављају у којима га одбацују Сара Џејн, Рани и Клајд, који га замењују другим дечаком Џошом. Што је још горе, прогони га Човек из кошмара који прети да ће се материјализовати у стварном свету. Лук описује своје снове у камеру, али на крају није могао да остане будан и на миру и, пошто наизглед завршава у лимбу, Човек из кошмара улази на таван. |                    |                                   |          |                                |                    |           |                                 |
| 36 | 2                  | „Човек из кошмара (2. део)”       | Џос Егну | Џозеф Лидстер                  | 12. октобар 2010.  | 4.2       | 0,67                            |
| Када се материјализовао, Човек из кошмара претвара Ранине, Клајдове и Лукове снове у кошмаре и напушта кућу, шаљући све на улици да спавају. Сара Џејн укључује К-9 у господина Смита, пошто је видела Луков снимак, говорећи му да само сања и треба да се пробуди. Лук успева да комуницира са Рани и Клајдом у сну тако да њихове комбиноване снаге протерају кошмаре и све их доведу у исти сан, суочавајући се са Човеком из кошмаре. Неспособан да издржи њихову комбиновану моћ, он бива избачен у Клајдов кошмар и тамо заробљен. Следећег дана Лук одлази за Оксфорд. |                    |                                   |          |                                |                    |           |                                 |
| 37 | 3                  | „Трезор тајни (1. део)”           | Џос Егну | Фил Форд                       | 18. октобар 2010.  | 4.3       | 0,73                            |
| Док Ранина мајка одвлачи свог невољног мужа да се придружи НЛО-у. Уочавајући групу коју води госпођица Оушен Вотерс, вил Андровакс излази из трезора у подруму напуштеног уточишта који је користио да путује на Земљу, тражећи помоћ за своју умирућу планету, помоћ коју пружају две половине комбинације у трезору коју он тражи. Раније је Шаљивџија који је путовао користећи тела других, Сара Џејн му сада верује, посебно пошто га три смртоносна андроида, предвођена господином Дредом, прогоне и покушавају да убију Сару Џејн, Рани и Клајда. Клајд себи дозвољава да буде домаћин Вила док он и жене посећују Оушен која је имала напола заборављени сусрет са господином Дредом четрдесетак година раније и који поседује половину средстава комбинације. Међутим, андроиди такође стижу у њену кућу, што значи убилачки посао. |                    |                                   |          |                                |                    |           |                                 |
| 38 | 4                  | „Трезор тајни (2. део)”           | Џос Егну | Фил Форд                       | 19. октобар 2010.  | 4.4       | 0,61                            |
| Господин Дред најављује да ће Земља бити уништена ако Андровакс активира трезор и врати се на своју планету. Вео мења тела Гити, терајући је да га одвезе у уточиште, иако су га Рани и Клајд преварили да је остави. Андроиди стижу и, док се двојица међусобно уништавају, господин Дред користи свој извор енергије како би омогућио Андроваксу да побегне у потрази за новом планетом док Земља остаје спасена. Међутим, Гитино памћење мора бити избрисано са свега што је видела, а Оушен, чија преостала половина кључа никада не сме да се употреби, ју је убедила да у Илингу није било ванземаљаца. |                    |                                   |          |                                |                    |           |                                 |
| 39 | 5                  | „Смрт Доктора (1. део)”           | Ешли Веј | Расел Т. Дејвис                | 25. октобар 2010.  | 4.5       | 0,92                            |
| Пуковница Тиа Карим из ОЈУ-а говори Сари Џејн да је Доктор мртав и тако она одлази са Рани и Клајдом у подземни штаб УНИТ-а у Велсу где ће ракета испалити Докторове остатке у свемир. Џо Џонс, девојачко Грант, још једна од Докторових пријатељица из прошлости, стиже са својим унуком Сантијагом и, као Сара Џејн, не верује да је Доктор мртав. Троје младића чују Шаншит, џиновске птице које су наводно пронашле Докторово тело, планирајући да одведу две жене у замку. Тада се појављује Доктор који је разменио енергију са Клајдом који се налази на другој планети док Шаншити стварно покушавају да га убију. |                    |                                   |          |                                |                    |           |                                 |
| 40 | 6                  | „Смрт Докторa (2. део)”           | Ешли Веј | Расел Т. Дејвис                | 26. октобар 2010.  | 4.6       | 0,96                            |
| Пре него што је успео да умре, Доктор се са Џо и Саром Џејн телепортовао на напуштену планету. Доктор се мења са Клајдом кога са Рани и Сантијагом прогоне Шаншити и њихова савезница Тиа Карим која им је помогла док јој је живот на Земљи досадио. Одрасли се враћају да их спасу, али две жене су ухваћене и заробљене у соби у којој се налази ТАРДИС. Шаншити се надају да ће исушити њихова сећања како би отворила врата. Међутим, Доктор изван собе разговара са њима ментално, подстичући их да се присете толико сећања да то изазива преоптерећење, уништавајући Шаншите и Каримову. ТАРДИС затим све враћа на Банерман роуд. |                    |                                   |          |                                |                    |           |                                 |
| 41 | 7                  | „Празна планета (1. део)”         | Ешли Веј | Гарет Робертс                  | 1. новембар 2010.  | 4.7       | 0,99                            |
| Рани и Клајд се буде и открију да су сви електрични уређаји, међу којима је и господин Смит, престали да раде и да су они једини људи у граду који је потпуно напуштен. Упознају младог дечака по имену Гавин, али он их избегава и Клајд се пита да ли је он то што изгледа. Пошто је Рани објаснила да је срела ванземаљце, Гавин бежи и, идући за њим, Рани и Клајд откривају да их прогоне два огромна робота. |                    |                                   |          |                                |                    |           |                                 |
| 42 | 8                  | „Празна планета (2. део)”         | Ешли Веј | Гарет Робертс                  | 2. новембар 2010.  | 4.8       | 0,81                            |
| Пошто им је Гавин помогао да побегну, Рани и Клајд схватају да су остављени јер су у претходном сусрету Џадуни одлучили да њих двоје никада не напуштају Земљу. Роботи се враћају и на крају комуницирају на енглеском, објашњавајући да је Гавин који је мислио да је сироче син ванземаљског краља и да ће се вратити да влада својом планетом у замену да сви који су нестали буду враћени. Гавин радо одлази, али Рани и Клајд морају да објасне својим старешинама који су у свом паралелном универзуму мислили да су они нестали. |                    |                                   |          |                                |                    |           |                                 |
| 43 | 9                  | „Изгубљени у времену (1. део)”    | Џос Егну | Руперт Лејт                    | 8. новембар 2010.  | 4.9       | 0,98                            |
| Лажна новинска прича о виђењу ванземаљаца мами Сару Џејн и њене младе пријатеље у антикварницу, чији тајанствени власник им говори да морају да уђу у вртлог времена и пронађу три одвојена чланка из различитих раздобља историје да би спасли свет. Клајд је однесен на обалу Источне Енглеске 1941. где он и евакуисани Џорџ беже од троје нациста који су нападали користећи предмет Клајдове потраге, артефакт познат као Торов чекић, да активирају свој предајник. Сара Џејн се придружује ловцу на духове Емили Морис у уклетој кући 1889. године, завршавајући у просторији у којој их гласови наводе да верују да ће деца у будућности помрети у пожару. Рани се налази у Лондонском торњу са заточеном леди Џејн Греј коју спасава од покушаја убиства бодежом украшеним драгуљима што изгледа да је оно што тражи. |                    |                                   |          |                                |                    |           |                                 |
| 44 | 10                 | „Изгубљени у времену (2. део)”    | Џос Егну | Руперт Лејт                    | 9. новембар 2010.  | 4.10      | 0,68                            |
| Спасавајући леди Џејн од атентата, Рани је променила историју, упозоравајући је на чињеницу да је бодеж предмет њене потраге. Пре него што се врати у садашњост, она теши леди Џејн, говорећи јој да ће је увек памтити и даје јој храброст да се суочи са својом судбином. Клајд и Џорџ измичу нацистима, али упознају учитељицу школе за коју се испостави да је издајица. Клајд је блефира да поверује да је његов мобилни телефон бомба и он отима Торов чекић који би такође променио догађаје да су га Немци користили, док он и Џорџ закључавају освајаче у цркви и позивају домобране. У викторијанској кући деца у будућој соби се у потпуности материјализују и Емили их спасава откључавањем врата, а кључ је последњи објекат потраге. Сара Џејн се враћа без њега, али старија госпођа се појављује у радњи и нуди јој га. Она је Емилина унука која јој га је дала знајући да ће једног дана бити потребна. Емили је постала успешан лекар, а Клајд чита да је Џорџ одрастао у пионира радара, проглашен витезом за своје услуге. И обојица су помогли да се спасе свет. |                    |                                   |          |                                |                    |           |                                 |
| 45 | 11                 | „Збогом, Саро Џејн Смит (1. део)” | Џос Егну | Клејтон Хикмен и Гарет Робертс | 15. новембар 2010. | 4.11      | 0,81                            |
| Тајанствена жена Руби Вајт усељава се на Банерман роуду и након незгодног почетка у којем је изгледа непријатељски расположена спашава животе Саре Џејн и њених младих пријатеља од међугалактичке најезде, откривајући да је и она ловац на ванземаљце. У исто време Сара Џејн почиње да се осећа слабо, пати од губитка памћења и свесна да треба да одустане од свог живота борећи се са свемирским чудовиштима и повлачи се. Она прописно предаје све своје знање, међу којима је и контрола над господином Смитом, Руби. Показало се да је ово ужасна грешка јер је и сама Руби прерушена ванземаљка која намерно онеспособљава Сару Џејн и везује је ланцима у подруму. |                    |                                   |          |                                |                    |           |                                 |
| 46 | 12                 | „Збогом, Саро Џејн Смит (2. део)” | Џос Егну | Клејтон Хикмен и Гарет Робертс | 16. новембар 2010. | 4.12      | 0,82                            |
| Клајд је одмах осетио да Руби није на добром плану, па га је она телепортовала у свемирски брод, остављајући га у свемиру. Лук стиже у потрагу за својом мајком и сазнаје од К9 да је Руби прерушена кетешка ванземаљка. Препрограмирањем господина Смита, К9, Рани и Лук уништавају Рубин рачунар што јој је омогућило да телепортује Клајда и врати га на Банерман роуд. Такође откривају где је Сара Џејн затворена и журе да је спасу, али Руби им спречава бекство. На срећу, Лук је од господина Смита научио шта чини Кетеше најрањивијим за пораз. |                    |                                   |          |                                |                    |           |                                 |